# Hengistbury Head

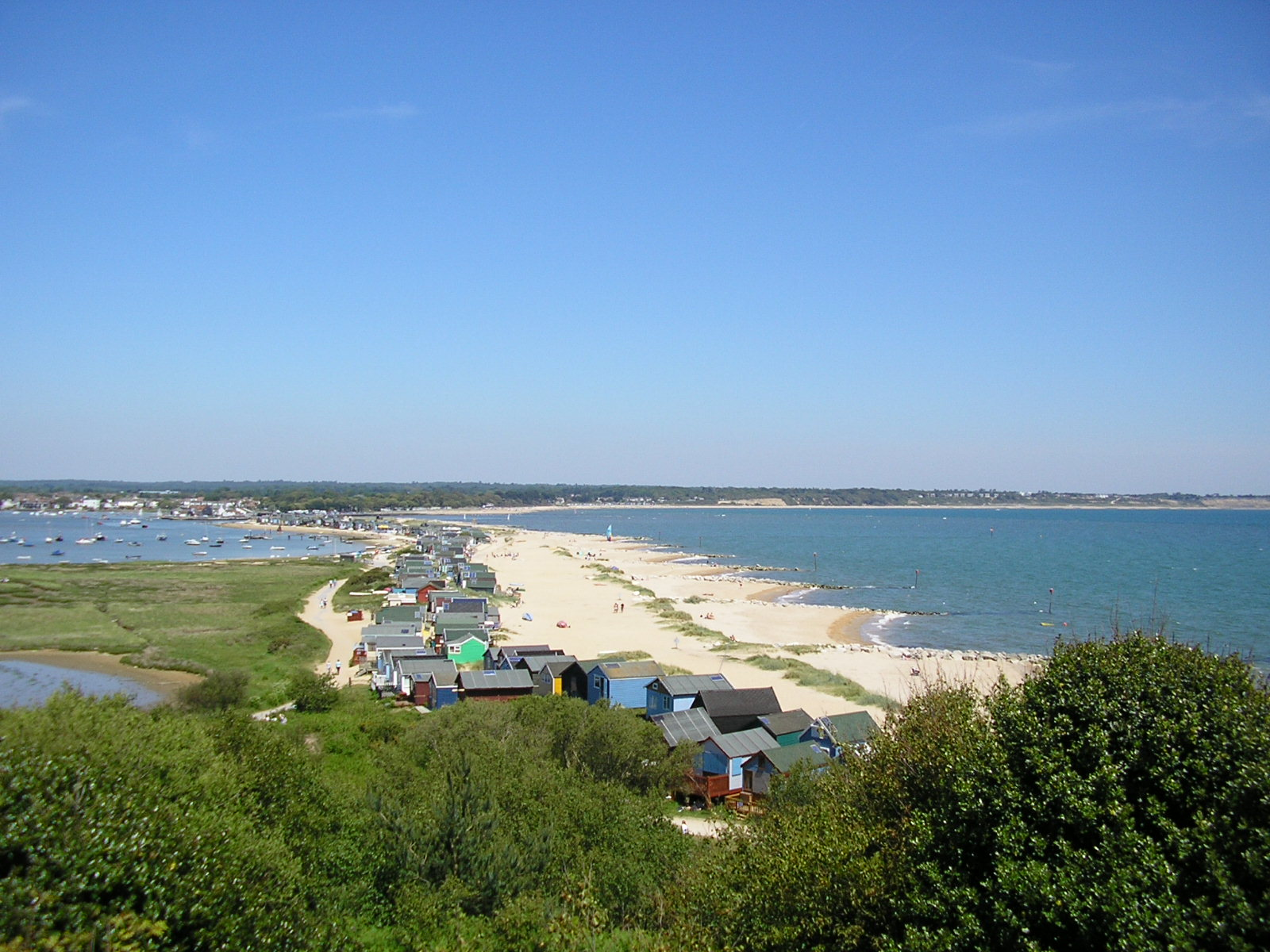
Vista de Warren Hill.

Hengistbury Head é uma nascente para o Canal Inglês entre Bournemouth e Mudeford no condado de Dorset. É um lugar de relevância mundial em assuntos de arqueologia e está denominado como Monumento Antigo.
Declarada reserva natural local em 1990, Hengistbury Head e seus arredores fazem parte do Local de Interesse Científico Especial do Porto de Christchurch. É também uma Área Especial de Conservação, Área de Proteção Especial, uma Área Ambientalmente Sensível e um Local de Interesse de Conservação da Natureza.
Há atividade humana no local desde o Alto Paleolítico.